# 3229 Solnhofen
3229 Solnhofen este un asteroid din centura principală, descoperit pe 9 august 1916 de Holger Thiele.